# Thietmar z Pragi
Thietmar z Pragi, OSB (zm. 2 stycznia 982 r. w Pradze), znany także jako: Dietmar; czeski: Dětmar – niemiecki mnich, pierwszy biskup praski od 973 r.

## Życiorys
W 973 r. księciu czeskiemu Bolesławowi II Pobożnemu udało się stworzyć organizację kościelną w swoim państwie poprzez utworzenie diecezji praskiej. Pierwszym jej ordynariuszem został niemiecki mnich Thietmar.
Pochodził on z Saksonii i wstąpił do zakonu benedyktynów, przebywając prawdopodobnie w klasztorze w Corvey. W styczniu 976 r. został konsekrowany przez arcybiskupa mogunckiego Willigisa w Brumath (Alzacja). Jego wybór został zaakceptowany przez czeskiego władcę. W czasie swoich rządów sprowadził do Czech nowych duchownych, dbając o opanowanie przez nich języka czeskiego. Z ogólnych informacji na jego temat pozostawionych nam przez Kosmasa, wiemy, że wzniósł wiele nowych kościołów oraz położył podwaliny pod istnienie nowego biskupstwa oraz utworzył klasztor benedyktynów pw. św. Jerzego na Hradczanach. Zmarł 2 stycznia 982 r.